# Gary (Indiana)
Gary er en amerikansk by i Lake County, i staten Indiana. I 2006 havde byen et indbyggertal på 97.715. Byen er kendt som Michael Jacksons fødested.

## Ekstern henvisning
- Garys hjemmeside (engelsk) Arkiveret 8. februar 2011 hos  Wayback Machine

41°34′51″N 87°20′44″V / 41.58083°N 87.34556°V
- Wikimedia Commons har flere filer relateret til Gary (Indiana)